# Le Bignon-Mirabeau
Le Bignon-Mirabeau és un municipi francès, situat al departament del Loiret i a la regió de Centre – Vall del Loira. L'any 2007 tenia 261 habitants.

## Demografia

### Població
El 2007 la població de fet de Le Bignon-Mirabeau era de 261 persones. Hi havia 112 famílies, de les quals 32 eren unipersonals (12 homes vivint sols i 20 dones vivint soles), 32 parelles sense fills, 36 parelles amb fills i 12 famílies monoparentals amb fills.
La població ha evolucionat segons el següent gràfic:
Habitants censats

### Habitatges
El 2007 hi havia 145 habitatges, 111 eren l'habitatge principal de la família, 25 eren segones residències i 9 estaven desocupats. 141 eren cases i 4 eren apartaments. Dels 111 habitatges principals, 85 estaven ocupats pels seus propietaris, 23 estaven llogats i ocupats pels llogaters i 3 estaven cedits a títol gratuït; 1 tenia una cambra, 8 en tenien dues, 25 en tenien tres, 33 en tenien quatre i 44 en tenien cinc o més. 80 habitatges disposaven pel capbaix d'una plaça de pàrquing. A 58 habitatges hi havia un automòbil i a 46 n'hi havia dos o més.

### Piràmide de població
La piràmide de població per edats i sexe el 2009 era:
| Homes | Edats   | Dones |
| ----- | ------- | ----- |
| 0     | 95 o +  | 4     |
| 4     | 90 a 94 | 4     |
| 0     | 85 a 89 | 4     |
| 0     | 80 a 84 | 4     |
| 8     | 75 a 79 | 4     |
| 4     | 70 a 74 | 0     |
| 8     | 65 a 69 | 8     |
| 16    | 60 a 64 | 4     |
| 8     | 55 a 59 | 4     |
| 4     | 50 a 54 | 12    |
| 20    | 45 a 49 | 12    |
| 4     | 40 a 44 | 8     |
| 0     | 35 a 39 | 8     |
| 4     | 30 a 34 | 8     |
| 12    | 25 a 29 | 16    |
| 20    | 20 a 24 | 0     |
| 16    | 15 a 19 | 4     |
| 8     | 10 a 14 | 8     |
| 4     | 5 a 9   | 8     |
| 12    | 0 a 4   | 4     |

## Economia
El 2007 la població en edat de treballar era de 176 persones, 136 eren actives i 40 eren inactives. De les 136 persones actives 130 estaven ocupades (69 homes i 61 dones) i 6 estaven aturades (1 home i 5 dones). De les 40 persones inactives 19 estaven jubilades, 14 estaven estudiant i 7 estaven classificades com a «altres inactius».

### Ingressos
El 2009 a Le Bignon-Mirabeau hi havia 119 unitats fiscals que integraven 293 persones, la mediana anual d'ingressos fiscals per persona era de 19.244 €.

### Activitats econòmiques
Dels 15 establiments que hi havia el 2007, 1 era d'una empresa extractiva, 3 d'empreses de construcció, 5 d'empreses de comerç i reparació d'automòbils, 1 d'una empresa d'hostatgeria i restauració, 1 d'una empresa financera, 1 d'una empresa immobiliària, 1 d'una empresa de serveis, 1 d'una entitat de l'administració pública i 1 d'una empresa classificada com a «altres activitats de serveis».
Els 3 serveis als particulars que hi havia el 2009 eren paletes.
L'any 2000 a Le Bignon-Mirabeau hi havia 7 explotacions agrícoles que ocupaven un total de 924 hectàrees.

## Poblacions més properes
El següent diagrama mostra les poblacions més properes.